# 15760 Альбіон
Альбіон (постійний номер 15760; тимчасове позначення — 1992 QB1) — перший транснептуновий об'єкт, виявлений у поясі Койпера після відкриття Плутона й Харона.
Об'єкт відкритий у 1992 році спільними зусиллями американських астрономів Девіда Джевітта та Джейн Лу з Обсерваторії Мауна-Кеа на Гаваях. Належить до к'юбівано — об'єктів основної частини поясу Койпера. Власне термін «к'юбівано» і походить від позначення QB1 (англ. cue-bee-one — «к'ю-бі-ван»).

## Позначення
Тимчасове позначення 1992 QB1 означає, що це 27-й об'єкт (B1), виявлений у другій половині серпня (Q) 1992 року.
Позначення QB1 дало назву цілому класу класичних об'єктів поясу Койпера — їх називають к'юбівано (англ. cubewano). Наступні три к'юбівано:
- (15807) 1994 GV9[en]
- (16684) 1994 JQ1[ru]
- (19255) 1994 VK8[en][2].

## Назва
Першовідкривачі запропонували назвати об'єкт назва «Смайлі» — на честь персонажа роману Джона Ле Карре, але астероїд із назвою Смайлі вже існував (№ 1613), тож обрати таку назву було неможливо. Об'єкт отримав номер 15760. Зазвичай його називають к'юбіван.
31 січня 2018 року отримав назву на честь персонажа творів Вільяма Блейка.

## Характеристики
Об'єкт невеликий — його діаметр становить лише 160 км. Це у 21 раз менше від діаметра Місяця. Оберт навколо Сонця 1992 QB1 робить за 289,225 року, нахил орбіти — 2,1927°.